# Bengt Gustafsson (sångare)
Bengt Arne Gustafsson, född 23 november 1953 i Stockholm, död 29 mars 2022 i Stockholm, var en svensk opera-, operett-, musikal- och konsertsångare (tenor). Han hade cirka 50 roller på sin repertoar. Gustafsson undervisade också som musiklärare, körledare och sångpedagog fram till sin död.

## Utbildning
Gustafssons musikaliska utbildning började på Birkagårdens folkhögskola i Stockholm 1974–1976 och fortsatte med musiklärarutbildning och en musikerexamen vid Kungliga Musikhögskolan i Stockholm, Operastudio -67 1979–1981, Operahögskolan i Stockholm åren 1983–1986 med sångstudier för bland andra Lilian Gentele, Hans Gertz, Erik Saedén, Vera Rózsa, Björn Haugan och Anna Sims.
Han gick senare även en sångpedagogutbildning vid Musikhögskolan samt kurser och master classes för bland andra Kerstin Meyer och Nicolai Gedda. Våren 1986 mottog han Nicolai Geddas stipendium.

## Karriär

### Debut
Debuten som operasångare var som Mark i The Midsummer Marriage av Michael Tippett på Cirkus i Stockholm 1982 med sopranen Hillevi Martinpelto som ledande motspelerska. Efter detta arbetade han med olika fria operagrupper såsom Operastudio 67, Opera på Vinden och Operaligan. På Ystadoperan hade Bengt ledande roller i sex produktioner: Tum-Tum i Das Nusch-Nuschi, Marcel i La Bohemé, Näsan i Schostakovitchs Näsan, Rodolfo i Luisa Miller, Greve Liebenskof i Resan till Reims 

### 1980–1992
Åren 1981–1982 var Bengt Gustafsson engagerad som Uttern i Animalen av Tage Danielsson och Lars Johan Werle på Oscarsteatern i Stockholm. Han gjorde även några föreställningar som den amerikanske utrikesministern Gordon.
Under tiden på Operahögskolan instuderade han och framförde roller som Nemorino i Kärleksdrycken av Gaetano Donizetti med Kammarorkestern i Oskarshamn och i regi av Mimmi Pollak, Lenski i Eugen Onegin av Pjotr Tjajkovskij med Kammarorkestern i Uppsala, Male Chorus i The Rape of Lucretia på Confidencen i Stockholm. Instuderingen till den senare gjordes med hjälp av Kerstin Meyer, Joan Cross och Peter Pears. Don José i Carmen var Operaskolans slutproduktion på Kungliga Operan mot Ingrid Tobiasson som Carmen.
Gustafsson hade redan tidigare debuterat på Kungliga Operan som munk ett i Taverner av Peter Maxwell Davies, Honungsguldträdet och Prinsen i Slottet det vita av Sven-David Sandström samt högkomikern Sandon i Aniara av Karl-Birger Blomdahl. För den senare rollen blev Gustafsson engagerad ett år på Kungliga Operan efter avslutade studier vid Operahögskolan.
Den 6 november 1985 medverkade Gustafsson i Vincenzo Bellinis ungdomsverk Adelson e Salvini som framfördes vid två tillfällen i Catania på Sicilien med svenska sångare, Stockholms kammarkör och Drottningholms Barockensemble. Det var ett uppmärksammat projekt som initierades av professor Enrico Failla. Det direktsändes i den italienska radion RAI, senare även i Stockholmsradion, spelades in på skiva och filmades för ett norskt dokumentärprogram. Gustafsson sjöng där rollen som Salvini.
Under våren 1985 var han engagerad på Staatstheater Braunschweig i Mästersångarna i Nürnberg av Richard Wagner och sjöng i rollen som David två föreställningar där. Hösten 1986 gjorde Gustafsson rollen som Bergakungen i Den bergtagna av Ivar Hallström på Norrlandsoperan. Därefter blev han engagerad som Hertigen i Rigoletto av Giuseppe Verdi på Norrlandsoperan hösten 1987.
Från hösten 1987 fram till våren 1992 var han engagerad på Folkoperan i Stockholm, där han framträdde som Calaf i Turandot, Salai i Lionardo, Almaviva i Barberaren i Sevilla, Den blinde i Barfotaliv, Hoffmann i Hoffmanns äventyr, Eisenstein i Läderlappen. 
1989 medverkade han som Rodolphe i La Bohemé i Nationalteaterns uppsättning i Göteborg. 

### 1992–2012
Under 1990-talet sjöng Gustafsson med Stockholms Operettensemble under Anne-Lie Kinnunens ledning i en rad operetter (bland annat Rossilon i Glada änkan, Tiggarstudenten, En valsdröm) och även i sommarprogrammen på Hallwylska palatsets gård i centrala Stockholm. Han medverkade också i barnoperan Mästerkatten i stövlar med musik av Staffan Björklund på Kungliga Operan. Med operagruppen Opera Vox sjöng Gustafsson Hoffmann i Hoffmanns äventyr våren 2008.
När ledaren för Stockholms Operettensemble Anne-Lie Kinnunen avled våren 2010, bildades Stockholms Nya Operettensemble under ledning av Rimma Gotskosik. Gustafsson medverkade under 2010 och 2011 i föreställningar och turné.
Inom det kyrkomusikaliska området har Gustafsson också en bred repertoar. Han sjöng evangelist- och tenorpartiet i Johann Sebastian Bachs Johannespassionen första gången 1979. Därefter följde en rad oratorier och mässor.
Han framträdde även med romanser och visor i program med piano men också med gitarr, harpa och oboe.

## Filmografi
- Lionardo, Werle, Claes Fellbom, Inger Åby, SVT.

## Diskografi
- Adelsohn e Salvini, Bellini, Drottningholms Barockensemble, Anders-Per Jonsson, Bengt Peterson.

## Produktioner
- Oro i Bongalonien, Bo Linde, Snudrik, Opera på vinden, 1980
- Vår man i Havanna, Malcolm Williamson, Mc Dougal, Ystadoperan, 1981[4]
- The Midsummer Marriage, Michael Tippett, Mark, SMDE 1982
- Animalen, Lars Johan Werle, uttern/Gordon, Oscarsteatern 1982–83
- Den tjuvaktiga skatan, Gioacchino Rossini, Gianetto, Operaligan 1982
- Nusch-Nuschi, Paul Hindemith, Tum-Tum, Ystadoperan, 1983[4]
- Förföraren, Don Juan, Operahögskolan 1983, B Hallman
- La Bohème, Ruggiero Leoncavallo, Marcel, Ystadoperan, 1984[4]
- Spöket på Canterville, Arne Mellnäs, Washington, Kammaroperan, 1983
- Trubaduren, Giuseppe Verdi, Manrico, Operahögskolan, 1984
- Taverner, Peter Maxwell Davies, Munk 1, Kungliga Operan, 1984
- Adelson e Salvini, Vincenzo Bellini, Salvini, Catania, 1985
- Aniara, Karl-Birger Blomdahl, Sandon, Kungliga Operan, 1985
- Mästersångarna i Nürnberg, Richard Wagner, David Staathstheater, Braunschweig, 1984
- Eugen Onegin, Pjotr Tjajkovskij, Lenski, Operahögskolan, 1985
- Storhertiginnan av Gerolstein, Jacques Offenbach, Fritz, Operaligan, 1986
- Lucretia, Benjamin Britten, Male Chorus, Confidencen, 1985
- Näsan, Dmitrij Sjostakovitj, Näsan, Ystadoperan, 1985[4]
- Kärleksdrycken, Gaetano Donizetti, Nemorino, Oscarsteatern, 1986
- Carmen, Georges Bizet, Don José, Operahögskolan, 1986
- Den bergtagna, Ivar Hallström, Bergakungen, Norrlandsoperan, 1986
- Slottet det vita, Sven-David Sandström, Prinsen
- Honungsguldträdet, Jacques Offenbach, Kungliga Operan, 1986
- Hoffmanns äventyr, Jacques Offenbach, Hoffmann, Folkoperan, 1990
- Vita Hästen, Ralph Benatzky och Robert Stolz, Dr Siedler, Stockholms Operettensemble, 1991
- Trollflöjten, Wolfgang Amadeus Mozart, Tamino, Vimmerbyoperan, 1992
- Glada änkan, Franz Lehár, Rosillon, Stockholms Operettensemble, 1995
- Help, help the Globolinks!, Gian Carlo Menotti, Timothy, Utile Dulci, 1992
- Tiggarstudenten, Carl Millöcker, Simon, Stockholms Operettensemble, 1993
- Orfeus i underjorden, Jacques Offenbach, Merkurius, Kungliga Operan, 1987
- La bohème, Giacomo Puccini, Rodolphe, Nationalteatern Göteborg, 1989
- Turandot, Giacomo Puccini, Calaf, Folkoperan, 1988
- Barfotaliv, Georg Riedel/Claes Fellbom, Den Blinde, Folkoperan, 1990
- Luisa Miller, Giuseppe Verdi, Rodolfo, Ystadoperan, 1986[4]
- Rigoletto, Giuseppe Verdi, Il Duca, Norrlandsoperan, 1987
- La traviata, Giuseppe Verdi, Gastone, Kungliga Operan, 1986
- Mästersångarna i Nürnberg, Richard Wagner, Eisslinger, Kungliga Operan, 1987
- Lionardo, Lars Johan Werle/Claes Fellbom, Salai, Folkoperan, 1988
- Barberaren i Sevilla, Gioacchino Rossini, Almaviva, Folkoperan, 1988
- Resan till Reims, Gioacchino Rossini, Libenskof, Ystadoperan, 1992[4]
- Läderlappen, Johann Strauss den yngre, Eisenstein, Folkoperan, 1992
- Sista valsen, Oscar Straus, Montschi, Stockholms Operettensemble, 1994
- En valsdröm, Oscar Straus, Niki, Stockholms Operettensemble, 1995
- Barberaren i Sevilla, Gioacchino Rossini, Almaviva, Folkoperan, 1988
- Läderlappen, Johann Strauss, Alfred, Stockholms Operettensemble, 2008

## Kyrkomusikaliska verk
- Georg Friedrich Händel, Messias, ffg 1981 i Köln, Judas Maccabeus
- O sing unto the Lord, Johann Sebastian Bach, Johannespassionen, ffg 1981
- Magnificat, Johann Sebastian Bach, Kantat nr 21, Kantat nr 1, Wacht auf BMW 140, Schwingt freudig BMW 36, Messe h-moll, Schütz
- Jesu sju ord på korset, Joseph Haydn
- Juloratoriet, Johannespassionen, Johann Sebastian Bach
- Stabat Mater, Årstiderna, Joseph Haydn
- Requiem, Giuseppe Verdi
- Requiem, Missa Brevis, Wolfgang Amadeus Mozart
- Mässa D-dur, Anton Dvorak
- Mässa i Ass-dur, Stabat Mater, Franz Schubert
- Misa Criolla, Ariel Ramirez
- Stabat Mater, Gioacchino Rossini
- Mässa för blåsare, Igor Stravinskij
- Gloria, Lars Edlund
- Te Deum, Marc-Antoine Charpentier